# Nhóm ngôn ngữ Tai Trung tâm
 Nhóm ngôn ngữ Tai Trung bao gồm các phương ngữ Tráng Nam, và các phương ngữ Nùng và Tày khác nhau của miền bắc Việt Nam.
Các ngôn ngữ Tai Trung khác với các ngôn ngữ Tai Bắc ở chỗ, Tai Trung phân biệt giữa âm bật hơi và không bật hơi, trong khi các ngôn ngữ Tai Bắc nói chung không như vậy (Li 1977). Nhóm ngôn ngữ Tai Tây Nam cũng cho thấy sự phân biệt này.

## Phân loại
William Gedney coi Tai Trung có liên quan mật thiết với Tai Tây Nam hơn là Tai Bắc, trong khi André-Georges Haudricourt lập luận là nó quan hệ gần gũi với Tai Bắc hơn. Tuy nhiên, trong cây ngôn ngữ cho ngữ chi Thái mà Pittayaporn (2009) tạm đề xuất, Tai Trung là một nhóm cận ngành.
Một số ngôn ngữ trong các khu vực chủ yếu nói tiếng Tai Trung, như tiếng Cao Lan và tiếng Nùng An  ở miền bắc Việt Nam, cũng thể hiện đặc điểm của Tai Bắc. Nhưng chúng có vẻ là những ngôn ngữ hỗn hợp, không hoàn toàn là Tai Trung hoặc Tai Bắc. Jerold A. Edmondson gọi tiếng Cao Lan là " giới thứ ba".
Phân tích phát sinh nhờ điện toán của Jerold Edmondson (2014)  cho ngữ chi Thái cho thấy tiếng Tày và tiếng Nùng là hai nhánh phân định rạch ròi trong nhóm Tai Trung.
- Tai Trung
  - Tai Trung lõi: 
    - Nung Chau
    - Tráng Bình Hương
    - Tráng Lôi Bình
    - Tráng Ninh Minh

  - Tày: 
    - Tày Bảo Lạc
    - Tày Khánh Trung
    - Cao Lan

  - Nùng: 
    - Nùng Cháo (Tráng Long Châu)
    - Nùng Phạn Slinh
    - Nùng Inh
    - Nùng Tây/Nùng Dín (Tráng Nùng)
    - Nùng Giang (Tráng Nhạng)
    - Nùng An